# محمود علا

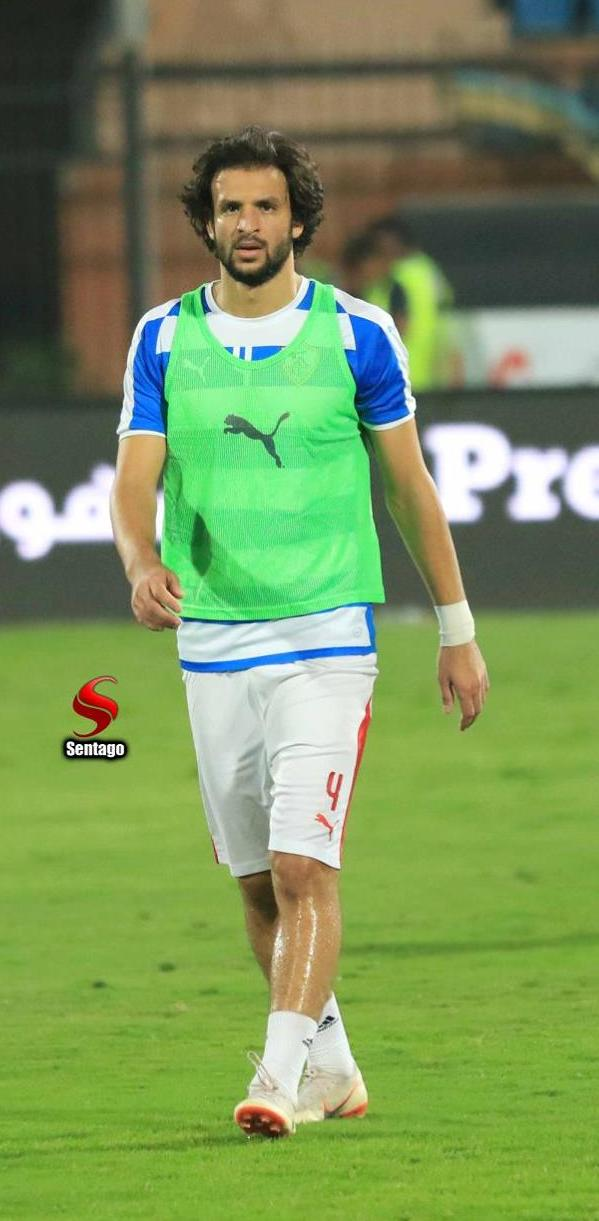
محمود علا در سال ۲۰۱۸

محمود علا (انگلیسی: Mahmoud Alaa El-Din؛ زادهٔ ۱ ژانویهٔ ۱۹۹۱) یک بازیکن فوتبال اهل مصر است.
از باشگاه‌هایی که در آن بازی کرده‌است می‌توان به تیم ملی فوتبال مصر اشاره کرد.